# Antonio Vico
Antonio Vico (ur. 9 stycznia 1847 w Agugliano, zm. 25 lutego 1929 w Rzymie) – włoski duchowny katolicki, dyplomata, wysoki urzędnik Kurii Rzymskiej, kardynał.

## Życiorys
Ukończył studia na Uniwersytecie Gregoriańskim w Rzymie (doktorat z filozofii i teologii, a także utroque iure – prawa kanonicznego i cywilnego). Do kapłaństwa ordynowany 20 września 1873 w rodzinnej diecezji Ancona. Skierowany na dalsze studia w latach 1873–1876. Pracował duszpastersko w diecezji rzymskiej. W 1877 rozpoczął karierę w dyplomacji, kiedy to został sekretarzem nuncjatury w Hiszpanii. Był następnie: delegatem w Konstantynopolu (1880–1883), audytorem nuncjatury we Francji (1883-1887), a następnie w Hiszpanii (1887-1893) i Portugalii (1893-1897). 25 maja 1886 został prywatnym Szambelanem Jego Świątobliwości. W listopadzie 1897 wysłany został do Coimbry jako delegat apostolski i nadzwyczajny legat.
22 grudnia 1897 otrzymał nominacje na tytularnego arcybiskupa Filippi. Sakry udzielił mu 9 stycznia 1898 roku kardynał Sekretarz Stanu Mariano Rampolla del Tindaro. Od lutego 1904 był nuncjuszem w Belgii, a następnie, od 1907, w Hiszpanii.
Na konsystorzu z 1911 otrzymał kapelusz kardynalski. Brał udział w konklawe 1914 i 1922 roku. Od 1915 stał się pracownikiem Kurii Rzymskiej jako pro-prefekt Świętej Kongregacji Obrzędów. Został też jednocześnie podniesiony do rangi kardynała-biskupa Porto e Santa Rufina. 8 lipca 1918 mianowany prefektem Kongregacji Obrzędów. Urząd ten pełnił do śmierci.